# Asthenargus edentulus
Asthenargus edentulus är en spindelart som beskrevs av Andrei V. Tanasevitch 1989. Asthenargus edentulus ingår i släktet Asthenargus och familjen täckvävarspindlar. Inga underarter finns listade.